# 루시 톰슨
루시 톰슨(영어: Ruthie Tompson, 1910년 7월 22일~2021년 10월 10일)은 미국의 애니메이터, 시각 예술가, 사진 작가이다.

## 출연 작품

### 영화
- 《생쥐 구조대》 (1977년)
- 《곰돌이 푸 3 - 곰돌이 푸와 티거》 (1974년)
- 《로빈 후드》 (1973년)
- 《아리스토캣》 (1970년)
- 《메리 포핀스》 (1964년)
- 《잠자는 숲속의 미녀》 (1959년)
- 《덤보》 (1941년)
- 《환타지아》 (1940년)
- 《피노키오》 (1940년)
- 《백설 공주와 일곱 난쟁이》 (1937년)